# 1880 en Italie
Chronologie de l'Italie
- 1876
- 1877
- 1878
- 1879
- 1880
- 1881
- 1882
- 1883
- 1884

## Événements
- 14 mars : réunion à Bologne des socialistes de Romagne et d’Émilie, organisée par le révolutionnaire Andrea Costa[1]. Cette rencontre est un premier pas vers la fédération de tous les socialistes d’Italie.
- 16 mai et 23 mai : élection législatives[2]. La droite remporte environ 170 sièges, la gauche gouvernementale 220 et l’extrême gauche une centaine. Ce rapport de force amènera Depretis à rechercher une entente avec la droite et à composer des coalitions (« transformisme »).
- 26 mai : ouverture de la XIVe législature du royaume d'Italie[2].

- 6 juin : inauguration du  funiculaire du Vésuve[3].

- 7 juillet : la Société de navigation génoise Rubattino obtient la concession du chemin de fer Tunis-La Goulette, disputée avec les Français de la Compagnie des chemins de fer Bône-Guelma[4].

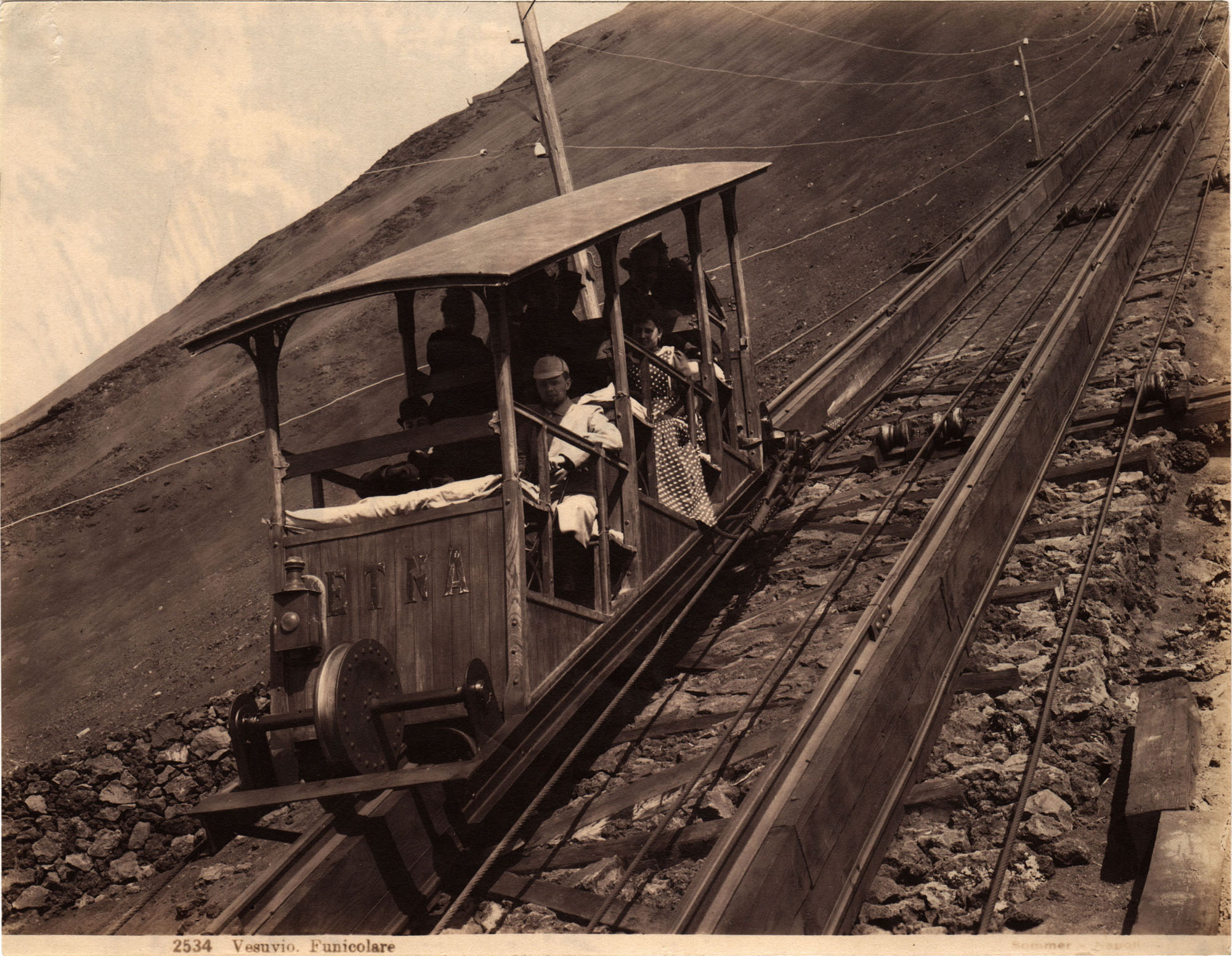
Le funiculaire du Vésuve.

- 6 - 11 septembre : congrès de Milan, deuxième congrès international pour l’amélioration du sort des sourds-muets[5].

- 14 novembre : Françoise-Xavière Cabrini fonde la congrégation des Sœurs missionnaires du Sacré-Cœur[6].

- 9 290 km de chemin de fer[7].

## Culture

### Livres parus en 1880
- Giovanni Verga : Vita dei campi.

## Naissances en 1880
- 16 juin : Amelia Chellini, actrice, apparue dans le 38 films entre 1912 et 1944. († 31 mai 1944)
- 11 juillet : Pericle Ducati, archéologue, étruscologue, historien de l'art, et professeur à l'université de Bologne, auteur d'études sur la civilisation étrusque. († 28 octobre 1944)
- 27 juillet : Giovanni Canova, escrimeur, champion olympique (fleuret par équipe) lors des Jeux olympiques de 1920 à Anvers. († 28 octobre 1960)
- 5 septembre : Gino Olivetti, industriel, député de la XXVe législature du royaume d'Italie (1915-1919) et dirigeant de football, président de la Juventus de Turin. († 1er janvier 1942)
- 14 décembre : Bruno Barilli, écrivain, journaliste, compositeur et critique musical. († 15 avril 1952)
- 17 décembre : Mario Biazzi, peintre, connu notamment pour ses portraits dans le style du mouvement Scapigliatura tardif. († 11 février 1965)

## Décès en 1880
- 28 mars : Achille Peri, 67 ans, compositeur et chef d'orchestre, surtout connu pour ses opéras, fortement influencés par la musique de Giuseppe Verdi. (° 27 octobre 1842)
- 3 août  : Raffaele Conforti, 75 ans, patriote et homme politique, ministre de la Justice du royaume d'Italie à deux reprises. (° 4 octobre 1804)
- 13 octobre : Bettino Ricasoli, 71 ans, homme d'État, Président du Conseil du Royaume d'Italie à deux reprises. (° 20 mars 1809)
- 6 novembre : Giusto Bellavitis, 76 ans, mathématicien et homme politique, sénateur du Royaume d'Italie[8]. (° 22 novembre 1803)
- 2 décembre : Angelo Inganni, 73 ans, peintre, connu pour ses scènes de genre et ses paysages. (° 24 novembre 1807)